# Месих паша
Месих паша (на турски: Mesih Paşa; † ноември 1501 г.) е военачалник от османския флот и велик везир от гръцки произход, вероятно племенник на последния византийски император Константин XI Палеолог.

## Живот
Месих паша е свързан с династията Палеолози, последните византийски императори. Според хроника от XVI в. („Ecthesis Chronica“) той е син на брата на император Константин XI Палеолог.
Той е десетгодишен, когато Константинопол е превзет от османците, и заедно с двама от братята му е обърнат в исляма. Единият от братята му е Хас Мурад паша, също известен османски военачалник и любимец на султан Мехмед II, който загива в сражението при Отлукбели през 1473 г.
Месих паша за пръв път се споменава в източниците през 1470 г., когато е санджакбей на Галиполи. Тъй като това е главната военноморска база на Османската империя, постът включва и командването на голяма част от флота. Именно като военачалник на флота Месих паша се отличава при завладяването на Евбея от османците във Венецианско-турската война. Венецианските архиви обаче документират, че скоро след това той предлага да предаде на Венеция Галиполи и нейния флот срещу 40 000 златни дукати и възможността да стане владетел на Морея, която дълго време е била полуавтономно деспотство под управлението на Палеолозите.
Около 1476/1477 г. Месих паша е назначен за един от везирите в Дивана, но през 1480 г. губи поста си след неуспешната обсада на Родос. При следващия султан Баязид II той отново получава назначение като везир.
По неизвестни причини през януари 1485 г. той губи благоволението на султана, а заедно с това и поста на везир, и е понижен в длъжност управител на Пловдив. След това е изпратен в Кафа, където често в качеството им на санджакбейове са отстранявани военни, изпаднали в немилост. Все пак нещата се обръщат и през 1499 г. Месих паша е назначен за втори везир, а по-късно и за велик везир. Следва френско-венецианско нападение над Лесбос, което така разгневява Баязид II, че той удря Месих паша с лъка си. Скоро след това Месих паша е ранен, докато инспектира потушаването на пожар в Галата и умира от раните си през ноември 1501 г. Погребан е в квартала Аксарай на Истанбул.

## Деца
Месих паша има трима сина – Али бей, Махмуд челеби и Бали бей, които служат като санджакбейове на санджака Вълчитрън (днес Косово).